# 鋼琴別戀
《鋼琴別戀》（英語：The Piano）是一部1993年的紐西蘭劇情片，由珍·康萍執導，荷莉·亨特、夏菲·基圖、安娜·派昆及森·尼爾等主演。電影以19世紀為背景，描述一名蘇格蘭啞女子遠赴紐西蘭嫁給一名農夫，卻與鄰居墜入愛河的故事。亨特於影片中親自彈奏鋼琴，並為影片所需，擔任派昆的手語老師。
電影贏得第46屆坎城影展最佳影片-金棕櫚獎、最佳女主角(荷莉·亨特)，第66屆奧斯卡最佳女主角(荷莉·亨特)、最佳女配角(安娜·派昆)及最佳原創劇本獎。

## 情節
蘇格蘭女子艾達從六歲起已不再說話，只透過鋼琴及手語和其他人溝通。她長大後某天，在父親所迫之下，帶著女兒及鋼琴離開了家鄉，到紐西蘭嫁給一名開拓者。因他不肯將艾達的鋼琴搬回家，艾達最後和她的新鄰居班斯達成協議：班斯用地來換取鋼琴的擁有權，而他將琴搬回自己家後，艾達可以過去彈琴，但代價則是艾達需要教班斯學會鋼琴。

## 外部連結
- 互联网电影数据库（IMDb）上《The Piano》的资料（英文）
- TCM电影资料库上《The Piano》的资料（英文）
- Box Office Mojo上《The Piano》的資料（英文）
- 爛番茄上《The Piano》的資料（英文）
- Metacritic上《The Piano》的資料（英文）
- Roger Ebert's review （页面存档备份，存于）
- The Piano （页面存档备份，存于） at Ozmovies （页面存档备份，存于）
- 豆瓣电影上《鋼琴別戀》的資料 （简体中文）
- AllMovie上《鋼琴別戀》的资料（英文）

| 獎項                      | 獎項               | 獎項                        |
| ------------------------- | ------------------ | --------------------------- |
| 前任者： 愛瑪·湯遜 《》   | 奧斯卡最佳女主角獎 | 繼任者： 桂莉芙·柏德露 《》 |
| 前任者： 瑪麗莎·托梅 《》 | 奧斯卡最佳女配角獎 | 繼任者： 黛安·韦斯特 《》   |